# Бокіймівська сільська територіальна громада
Бокіймівська сільська територіальна громада — територіальна громада України, у Дубенському районі Рівненської області. Адміністративний центр — село Бокійма.
Площа громади — 193,35 км², населення — 5578 мешканців (2018).
Утворена 14 вересня 2016 року шляхом об'єднання Бокіймівської, Війницької, Вовницької, Смордвівської та Хорупанської сільських рад Млинівського району.
19 липня 2020 року, в результаті адміністративно-територіальної реформи та ліквідації Млинівського району, громада увійшла до складу Дубенського району.

## Населені пункти
До складу громади входять 14 сіл: Аршичин, Баболоки, Бокійма, Війниця, Вовничі, Головчиці, Клин, Козирщина, Красне, М'ятин, Пекалів, Рудливе, Смордва та Хорупань.